# Mafonso
Mafonso, seudónimo de Alfonso Marino (Frattaminore, Nápoles, 12 de noviembre de 1948 - Caserta, 6 de noviembre de 2019), fue un pintor y escultor italiano.

## Biografía
Mafonso es una forma autodidacta en los primeros 70 años viviendo en Italia (Roma-Milán) y Suiza (Altdorf). Durante los años 70, desarrolló un estilo de pintura en el que las influencias artísticas primitivas son reconocibles. Otra rama es evocadora del modelo estético clásico de la pintura de los vasos de la Magna Grecia (Enrico Crispolti).
En 1979 fue cofundador del grupo de artistas "Cosa Mentale" (AAM -architettura arte moderna- Roma, comisario Maurizio Fagiolo dell'Arco ).
Durante los años 80 y 90 produce grandes ciclos temáticos (La dea racconto, Le Grandi Strade Piene (Museo de St. Paul de Vence-Niza, 1982), Prime nevi del dopo 2000). (1986) Un Panorama di Tendenze Castel Sant'Angelo, Roma (1987) Racconti Simbad Lune (Galleria Civica d'Arte Moderna en Paterno, galería Artual Barcelona.
(1990) libro de artista (Makè Makè) editado por Gerard Barrier y expuesto por el editor en el Centro Pompidou in Parigi.
(2001) da cuenta de la obra "Plus Ultra". Produce e instala frente al Palacio Real Caserta, en la Piazza Carlo III, como un índice de reflexión y de protesta por lo sucedido en Nueva York (los ataques contra el World Trade Center 11 de septiembre de 2001) una vela de 12 metros en forma de pirámide alta en la que se pintan bloques de color blanco (Isole di tempo).
(2003) Un anfiteatro para la Paz - Banderas artista - (Carla Accardi, arcángel, Jannis Kounellis, Luigi Mainolfi, Mafonso, Nagasawa, Fabio Mauri, Michele Zaza, Gianni Dessi, Lim, Elisabetta Benassi ...... ..) Piazza Dante Caserta y galería de arte contemporáneo (CE) de Giacomo Zaza y dirartecontemporanea Angelo Marino.
(2003-2004) El ciclo de pinturas Anni Tempi Deserti titulado se presenta en la Fundación Orestíada, Gibellina Museo y el Palazzo dei Capitani en Ascoli Piceno. (2003) Mitologías del presente (Carlo Alfano, Guido Biasi, Lucio Del Pezzo, Ray Johnson, Mafonso, Nagasawa, Hermann Nitsch, Dennis Oppenheim, Pisani, Fabrizio Plessi, Michele Zaza ....) Galería Varart in Firenze. (2005) 51. Pabellón Italiano de la Bienal de Venecia con el proyecto de 13 × 17 comisariada por Philippe Daverio.
(2005) Generación 40s Museo MAGI 900 G.Bargellino (Bolonia) e pintores figurativos italianos de la segunda mitad del siglo XX, Lazareto de Ancona(Mole Vanvitelliana), Ancona.
(2011) 54. Bienal de Venecia italiana Pabellón Italiano. Pabellón de Campania.
(2011) Fundación Carisba, palacio Fava, Palacio de las Exposiciones (13 × 17) 1000 que quería salvar a la Bienal de Venecia en 2005 por Philippe Daverio, Bolonia. Al sur del pensamiento. rasgos re-Mediterráneo - Homenaje a Carla Accardi - Museo de la actual castillo medieval de Sperlinga, Nicosia.
2016 Friends dirartecontemporanea 2.0 (Luigi Auriemma, Antonio Biasiucci, Arturo Casanova, Chiariello Piero, Francesco Coco, Bruno Fermariello, Mariano Filippetta, reina Jose'Galindo, Claudia Jares, Nino Longobardi, Mafonso, Evelia Mormolejo María, Pablo Ondit, Gloria Shepherd).
y Maremitovita como un evento oficial de Yate Festival Med (exposición de artistas y Mafonso Mariano Filippetta en la Galería de Arte Municipal en Gaeta).
Hizo esculturas en acero corten a Capua ( Dimore ) y Gersau.
Vive en Caserta.

## Museos
Sus obras se conservan en el Museo d'arte dell'Otto e del Novecento di Rende, alla Galleria d'arte moderna di Paternò, al Museo d'Arte delle Generazioni Italiane del '900 di Pieve di Cento e alla Pinacoteca metropolitana di Bari